# Rudolf Geiter
Rudolf „Gritscherl“ Geiter (* 18. April 1913; † Oktober 1978) war ein österreichischer Fußballspieler, der in den 1930er Jahren im Nationalteam zum Einsatz kam.

## Vereinskarriere
Geiters erste Schritte im organisierten Fußball erfolgten beim Währinger Jugendspielverein, von wo er die erste Mannschaft der Viktoria Währing aufrückte. Im Jahr 1932 wurde er vom Erstligisten Wiener Sport-Club verpflichtet, wo er im Oktober sein Debüt als rechter Flügelstürmer gab und sich auch sofort einen Stammplatz auf dieser Position sichern konnte. Im Herbst 1933 verließ er die Dornbacher, um ein Engagement in der Schweiz beim Grasshopper Club Zürich anzunehmen. Dort blieb er jedoch nur zwei Monate und nach einem weiteren kurzzeitigen Karrierestopp bei der Vienna, wo er ohne Spieleinsatz blieb, kehrte er Anfang 1934 zum Sport-Club zurück.
Hier war er zunächst wieder auf seiner Stammposition am rechten Flügel tätig, wurde ab 1935 jedoch vor allem als Mittelstürmer und danach als Verbinder eingesetzt. Die Mannschaft um Karl Graf und Franz Kellinger war zu dieser Zeit ein Mittelständler in der höchsten Spielklasse, lediglich 1938 konnte man mit dem Vizemeistertitel auf sich aufmerksam machen. Besser lief es im ÖFB-Cup, wo die Dornbacher sowohl 1937 als auch 1938 das Finale erreichten, das jedoch jeweils gegen die Vienna bzw. den Sportclub Schwarz-Rot Wien  verloren ging. Geiter spielte auch während der Kriegsjahre weiter für den Sport-Club und hatte seine letzten Einsätze in der ersten Nachkriegssaison 1945/46.
Nach Ende seiner aktiven Karriere war er langjähriger Funktionär der Sport-Clubs und stieg bei der Wiener Städtischen Versicherung zum Direktor auf.

## Nationalmannschaft
Nachdem Geiter 1935 in der Wiener Stadtauswahl debütiert hatte, berief ihn Hugo Meisl 1936 für den Länderkampf gegen England ein, wo er statt des verletzten Karl Zischek auf dem rechten Flügel zum Einsatz kam. Dabei gelang Geiter das zweite Tor zum 2:1-Sieg der Österreicher, was auch den historischen ersten Sieg über die Briten bedeutete. In den beiden nächsten Jahren wurde Geiter regelmäßig im Nationalteam eingesetzt, wobei er mit Zischek und Bobby Riegler starke Konkurrenz auf seiner Position hatte. 
Insgesamt kam er auf sieben Einsätze, darunter drei im Rahmen des Europacups der Nationalmannschaften 1936–1938 sowie das Qualifikationsspiel zur Weltmeisterschaft 1938 gegen Lettland. Nach dem Anschluss kam er jedoch nur mehr in der Wiener Städtemannschaft sowie in der Ostmarkauswahl zum Einsatz.

## Erfolge
- 1× österreichischer Vizemeister: 1938
- 2× ÖFB-Cupfinale: 1937, 1938
- 7 Spiele und 2 Tore für die österreichische Fußballnationalmannschaft: 1936–1937